# Słupca (województwo mazowieckie)
Słupca – wieś sołecka w Polsce położona w województwie mazowieckim, w powiecie płockim, w gminie Bulkowo.
| SIMC    | Nazwa        | Rodzaj    |
| ------- | ------------ | --------- |
| 0561678 | Nowa Słupca  | część wsi |
| 0561684 | Stara Słupca | część wsi |

Wieś szlachecka położona była w drugiej połowie XVI wieku w ziemi wyszogrodzkiej. W latach 1975–1998 miejscowość administracyjnie należała do województwa płockiego.